# Jacksonville Jaguars
Jacksonville Jaguars är en professionell amerikansk fotbollsklubb i Jacksonville i Florida i USA, som spelar i National Football League (NFL).

## Historia
Klubben grundades 1993, men började spela först 1995. Jacksonville Jaguars var den 30:e klubben i NFL. De började spela i divisionen AFC Central men år 2002 skapades AFC South där de fortfarande spelar tillsammans med Indianapolis Colts, Tennessee Titans och Houston Texans.

## Hemmaarena
Hemmaarena är TIAA Bank Field (tidigare namn: Jacksonville Municipal Stadium, Alltel Stadium och EverBank Field), med en kapacitet av 76 867 åskådare, invigd 1995.
Super Bowl XXXIX spelades på arenan 2005.

## Tävlingsdräkt
- Hemma: Blågrön tröja med vit text, vita byxor med blågrön/svarta revärer.
- Borta: Vit tröja med svart text, svarta byxor.
- Hjälm: Svart med morrande jaguar på sidorna.

## Mästerskapsvinster
Inga.

## Super Bowl
Inga.